# Serge Telle
Serge Telle (Nantes, 5 de maio de 1955) é um diplomata francês e Ministro de Estado (chefe de governo) do Mónaco de 2016 a 2020.
Anteriormente, de 2006 a 2016, Serge Telle tinha exercido as funções de cônsul e embaixador de França no Mónaco. 